# Astragalus kendyrlyki
Astragalus kendyrlyki är en ärtväxtart som beskrevs av Mikhail Grigoríevič Popov. Astragalus kendyrlyki ingår i släktet vedlar, och familjen ärtväxter. Inga underarter finns listade i Catalogue of Life.